# Exploitation aurifère au Burkina Faso

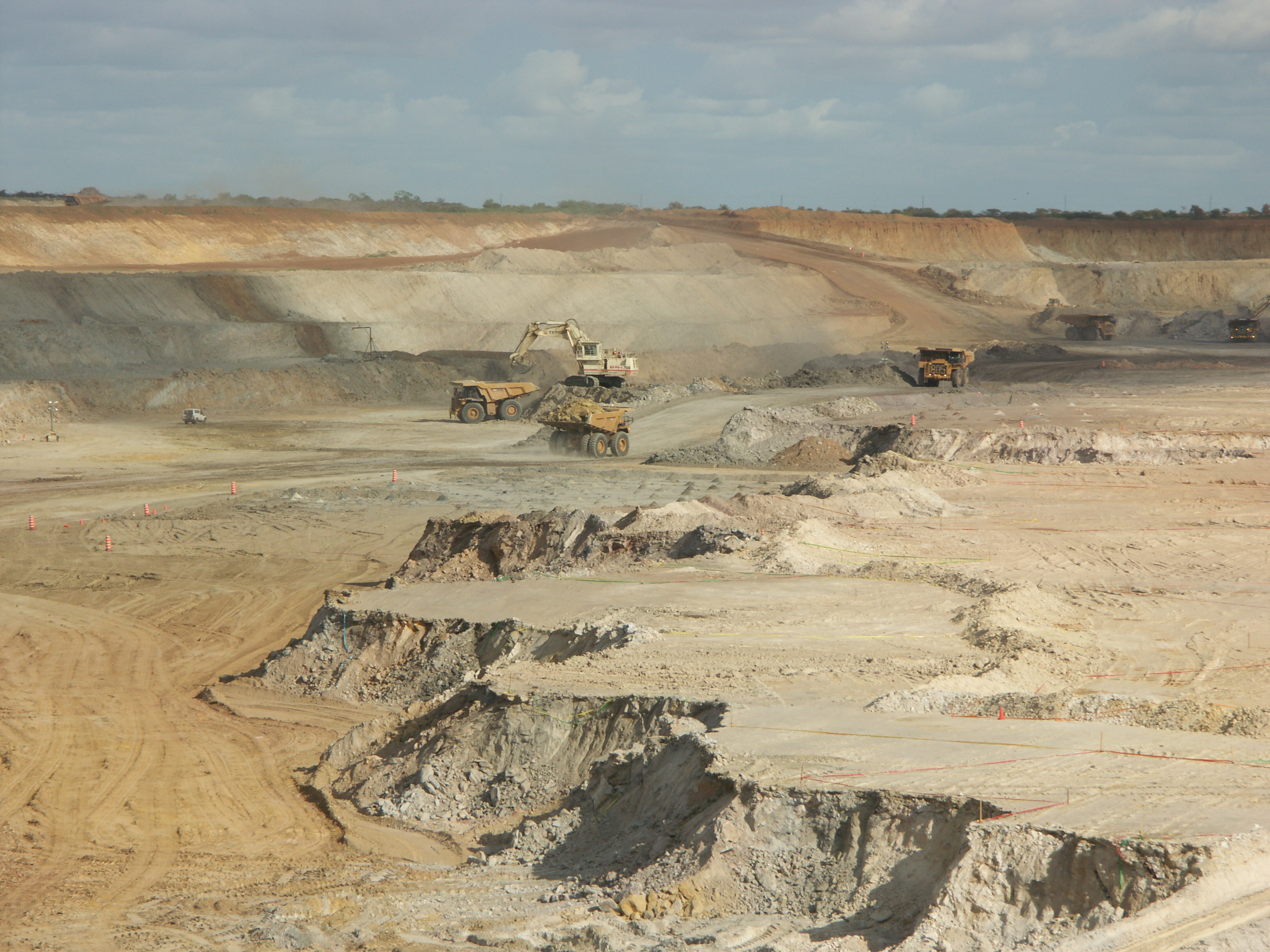
La mine d'Essakané, à l'extrême nord du Burkina Faso.

L'exploitation de l'or au Burkina Faso date seulement du début du XXIe siècle. Une forte intensification de la prospection et de l'exploitation est perceptible à partir de 2008, la production passant en deux décennies de moins d'une tonne annuelle à plus de soixante.
L'exploitation est très inégalement répartie, entre une vingtaine de mines exploitées de manière industrielle et très mécanisée, qui fournit l'essentiel de la production, et un énorme secteur informel rassemblant plus d'un million de travailleurs, y compris de nombreux enfants, mais très peu productif.
L'exploitation de l'or pose de nombreux problèmes, en particulier de sécurité, de santé et d'atteinte à l'environnement.

## Implantation géographique
Les mines d'or principales sont réparties sur à peu près toute la surface du pays,.

## Histoire
En 2008 commence véritablement l'expansion du secteur aurifère au Burkina. En 2015, la production totale du pays est déjà de trente-cinq tonnes.
En 2012, le Burkina Faso compte déjà six mines industrielles : Mana, Youga, Kalsaka, Taparko, Belahouro et Essakane, deux semi-industrielles et environ deux cents exploitations artisanales.
En 2020, dix-sept mines sont exploitées de manière industrielle et fournissent un total annuel de soixante tonnes, alors que trois nouvelles mines ouvrent.

## Rôle économique
Au début des années 2000, la production burkinabè d'or est inférieure à une tonne annuelle.
Depuis 2008, l'or est devenu le premier poste d'exportation du Burkina Faso, devant le coton. La croissance est ensuite fulgurante : 38,5 tonnes en 2016, 45,6 tonnes en 2017, 52,66 tonnes en 2018, 60 tonnes en 2020. À cette date, le pays est le quatrième producteur d'or d'Afrique, derrière l'Afrique du Sud, le Ghana et le Mali. L'or représente alors 10,6 % du PIB, mais 71 % des recettes d’exportation, soit 1 308 milliards de francs CFA,.
En 2022, l'exploitation légale de l'or fournit quinze mille emplois directs et cinquante milles indirects. Mais la prospection clandestine, quant à elle, emploierait de 1,2 à 1,5 million de personnes.
Le 18 mai 2017, l'Assemblée nationale vote à l'unanimité un texte de loi réglementant la commercialisation de l'or. Cette loi crée en particulier l''Agence nationale d'encadrement des exploitations minières artisanales et semi-artisanales.

## Aspects sociaux et écologiques

### Orpaillage illégal
L'État étant automatiquement propriétaire à hauteur de 10 % de toutes les mines légales, le Burkina Faso compterait entre sept et huit cents mines d'or illégales. Les conditions de travail y sont extrêmement pénibles. En effet, les filons étant à de grandes profondeurs, les mineurs sont obligés de creuser des puits de 25 à 80 mètres, pour un rendement médiocre de quelques dizaines de kilogrammes par an pour chaque mine,. L'ensemble des mines illégales produit environ dix tonnes annuelles.
Le système économique est celui du métayage. Contre la location du terrain aux mineurs, le propriétaire reçoit un sac de minerai sur dix. Les mineurs, qui sont tenus de passer au minimum six heures par jour dans le puits, sont originaires du Burkina Faso, mais aussi du Mali, du Bénin, du Ghana. La mine fonctionne en continu, avec des équipes diurnes et nocturnes. Un grand nombre de puits de mines ne sont même pas sécurisés par des étais. Le risque est particulièrement important en cas d'orage, car la pluie peut alors faire effondrer l'ensemble de la galerie.
Le 21 février 2022, l'explosion d'un stock de dynamite tue cinquante-cinq personnes et fait autant de blessés sur la mine illégale de Gomgombiro.

### Travail des enfants
En 2012, l'UNICEF estime que sept cent mille enfants entre cinq et dix-huit ans travaillent à l'extraction aurifère dans le pays.

### Protection de la nature
L'État burkinabè veille, dans la mesure de ses moyens, à ce que la prospection aurifère ne constitue pas un danger pour l'environnement. Si la mine d'or illégale est située dans une réserve naturelle, une forêt ou à proximité d'un cours d'eau, elle est immédiatement fermée dès que l'infraction est constatée. Dans le cas contraire, la prospection illégale est tolérée.
Le tamisage étant insuffisamment rentable, la séparation de l'or s'effectue en utilisant du cyanure et du mercure, dont les travailleurs ne maîtrisent pas la dangerosité et la toxicité.